# Dan Lipinski
Daniel William Lipinski, dit Dan Lipinski, né le 15 juillet 1966 à Chicago, est un homme politique américain. Membre du Parti démocrate, il représente le troisième district congressionnel de l'Illinois à la Chambre des représentants des États-Unis de 2005 à 2021.

## Carrière politique

### Un héritier politique
Dan Lipinski est né et a grandi à Chicago. Il est le fils de l'homme politique Bill Lipinski et de son épouse Rose Marie. Il est diplômé d'un baccalauréat universitaire en génie mécanique de l'université Northwestern en 1988 puis d'un master en ingénierie et économie de Stanford en 1989. Dans les années 1990, il participe à plusieurs campagnes électorales dans l'Illinois et travaille pour plusieurs élus dont les collègues de son père George Sangmeister (1993-1994), Jerry Costello (1995-1996) et Rod Blagojevich (1999-2000).
Lipinski achève ses études par une thèse sur les relations entre un représentant des États-Unis et ses concitoyens à l'université Duke, dont il sort diplômé en 1998. Sa thèse, intitulée Shaping Perceptions of Congress Through Franked Mass Mailings, remporte le prix Carl Albert en 1999. Il enseigne brièvement à l'université James Madison à Washington (2000) puis à l'université Notre-Dame de South Bend (2000-2001) avant de donner des cours de science politique à l'université du Tennessee de Knoxville à partir de 2001.
En août 2004, Bill Lipinski — élu depuis 11 mandats dans le 3e district congressionnel de l'Illinois — annonce qu'il ne se représente pas, après avoir remporté les primaires démocrates. Les primaires étant passées, c'est une commission du Parti démocrate local qui doit désigner le candidat du parti pour les prochaines élections de novembre 2004,. Bien qu'il n'ait jamais été élu et qu'il ne réside pas dans la région de Chicago depuis 15 ans, Dan Lipinski est désigné candidat pour succéder à son père. Il est élu représentant avec plus de 72 % des voix face au républicain Ryan Chlada. Le 3 janvier 2005, il prête serment à la Chambre et succède ainsi à son père. Lipinski est réélu à son poste sans difficultés en 2006 (77,1 %), 2008 (73,3 %), 2010 (69,7 %), 2012 (68,5 %), 2014 (64,6 %) et 2016 (sans opposant).  
En 2015, un article du Chicago Sun-Times souligne que Bill Lipinski gagne des millions de dollars en faisant du lobbying pour des entreprises du monde des transports alors que son fils siège à la commission des transports de la Chambre des représentants. Si Dan Lipinski soutient plusieurs amendements favorables aux clients de son père, il affirme que la situation de son père est légale et que celui-ci n'exerce pas ses activités de lobbying auprès de lui.

### Un démocrate conservateur
Lipinski est co-président de la Blue Dog Coalition. À la fin des années 2010, il est considéré comme l'un des derniers démocrates conservateurs au Congrès,. Au cours de sa carrière, il s'est en effet opposé au droit à l'avortement,,, à l'augmentation du salaire minimum, au DREAM Act, au mariage homosexuel ou encore à la réforme de santé du Président Obama, qu'il estime insoutenable budgétairement et qui prévoit des fonds pour l'avortement. Il vote cependant en faveur de l'abolition du Don't ask, don't tell et contre l'abrogation de l'Obamacare proposée par les républicains quelques années plus tard.
La gauche du Parti démocrate estime que ses positions plutôt conservatrices dénotent avec une circonscription largement démocrate, qui comprend le Southwest Side de Chicago et des banlieues à l'ouest et au sud de la ville. Ainsi, en 2018, plusieurs associations progressistes et pro-choix décident de soutenir son opposante au sein de la primaire démocrate, la femme d'affaires Marie Newman. Deux de ses collègues représentants de Chicago font le même choix, Jan Schakowsky et Luis Gutiérrez,. Lipinski ne remporte la primaire qu'avec un peu plus de 2 000 voix d'avance (51 % contre 49 %). Il est toutefois confortablement réélu lors de l'élection générale avec 73 % face à Arthur Jones, un républicain suprémaciste blanc et négationniste.
Lors des élections de 2020, il affronte à nouveau Newman lors de la primaire démocrate. La candidate progressiste, soutenue par les associations pro-choix Emily's List et NARAL, réussit à lever davantage de fonds que le représentant sortant, qui lance un appel aux électeurs républicains pour le soutenir. Lipinski est finalement battu par Newman qui réunit 47 % des suffrages contre 45 % pour le sortant, qui réalise ses meilleurs résultats dans la ville de Chicago. En concédant sa défaite, Lipinski dit regretter le manque d'espace au sein du Parti démocrate pour les opposants à l'avortement et affirme qu'il ne cédera « jamais sur la protection des êtres humains les plus faibles au monde pour simplement gagner une élection ».